# Two Steps from Hell

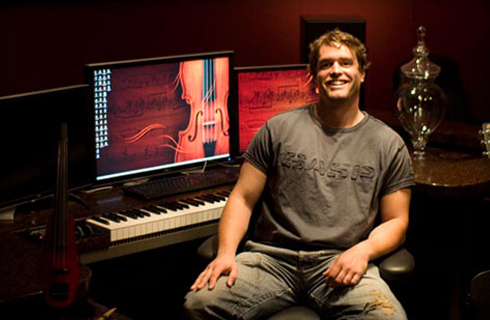
Thomas Bergersen

Two Steps from Hell – wytwórnia muzyczna, która zajmowała się produkcją oprawy muzycznej głównie do zwiastunów filmowych oraz zwiastunów gier komputerowych. Poza tym ich muzyka wykorzystywana jest też w programach czy spotach telewizyjnych. Firma została założona w lutym 2006 roku, w Santa Monica w Kalifornii. W swoich aranżacjach wykorzystywali orkiestry, chór oraz angażowali muzyków z całego świata. Autorami muzyki są dwaj kompozytorzy: Thomas Bergersen oraz Nick Phoenix. Two Steps from Hell zakończyło działalność w kwietniu 2024 roku po ogłoszeniu, że kompozytorzy rozchodzą się, by "rozpocząć oddzielne kariery muzyczne".

## Historia
Two Steps from Hell została założona w lutym 2006 roku, w Santa Monica w Kalifornii.
Wytwórnia pod wpływem nacisku fanów wydała pierwszy album publiczny w 2010 roku zatytułowany Invincible.
Tworzyli muzykę do zwiastunów takich filmów jak Harry Potter i Zakon Feniksa, Star Trek, Mroczny rycerz, 2012, X-Men: Ostatni bastion, Avatar, Saga „Zmierzch”: Przed świtem – część 1, Książę Persji: Piaski czasu, Stardust, Indiana Jones i Królestwo Kryształowej Czaszki, Tron: Dziedzictwo czy Opowieści z Narnii: Podróż Wędrowca do Świtu czy takich gier jak Mass Effect 2, Mass Effect 3 oraz Wiedźmin 3: Dziki Gon – Serce z Kamienia (utwór "A Hole in the Sun" w zwiastunie "A Night to Remember"). Ich utwory zostały wykorzystane np. w programie Mam talent!. Podczas Mistrzostw Europy w Piłce Nożnej 2012 fragment utworu pt. „Heart of Courage” towarzyszył piłkarzom wychodzącym na murawę, a utwór „Everlasting” został odtworzony podczas finałowego meczu Hiszpanii z Włochami, podczas wręczania medali zwycięzcom turnieju – Hiszpanom.
W kwietniu 2024 roku duet Thomasa Bergersena i Nicka Phoenixa ogłosił, że będą kontynuować karierę indywidualnie, a twórczość Two Steps From Hell zakończyła się.

## Gatunek muzyczny
Gatunkowo ten rodzaj muzyki określa się jako muzyka filmowa. Ich muzyka to przede wszystkim orkiestry i chóry z potężnym ładunkiem energii, mocy, może nawet trochę pompatyczności. Muzyka ta ma na celu wzmacniać przekaz obrazu swoją mocą, i zachęcić nas do późniejszego obejrzenia. Jest wykorzystywana w samych trailerach filmów, ostatnio częściej też gier komputerowych.
Two Steps from Hell każdemu swojemu albumowi nadawał specyficzny klimat, przykładowo utwory z Ashes zawierają w sobie motywy typowe dla horrorów, All Drums Go to Hell jest pełny utworów zawierających bębny i perkusję, a The Devil Wears Nada zawiera wesołe kompozycje. Większość ich muzyki jednak bliska jest klasycznemu znaczeniu trailer music i skomponowana jest w klasycznym stylu: orkiestra i różnego rodzaju chór.

## Dyskografia

### Albumy studyjne
- 2010: Invincible
- 2011: Archangel
- 2012: Demon’s Dance
- 2012: Halloween
- 2012: SkyWorld
- 2013: Classics Volume One
- 2014: Miracles
- 2015: Battlecry
- 2015: Classics Volume Two
- 2016: Vanquish
- 2017: Unleashed
- 2019: Dragon
- 2022: Myth

### Albumy internetowe
- 2013: Speed of Sound[a]

### Albumy wideo
- 2011: Two Steps from Hell

### Ścieżki dźwiękowe
- 2014: Colin Frake on Fire Mountain

### Kompilacje
- 2016: Two Steps From Hell: Ringtones

### Albumy demonstracyjne
- 2006: Volume One
- 2006: Shadows and Nightmares
- 2006: Two Steps from Christmas
- 2007: Dynasty
- 2007: Pathogen
- 2007: Nemesis
- 2007: Dreams & Imaginations
- 2007: All Drums Go to Hell
- 2008: Legend
- 2008: Ashes
- 2009: The Devil Wears Nada
- 2010: Power of Darkness
- 2010: All Drones Go to Hell (Mystical Beginnings)
- 2010: Illumina
- 2011: Balls to the Wall
- 2011: Faction
- 2011: Nero
- 2011: Sinners
- 2012: Two Steps from Heaven
- 2012: Solaris
- 2012: Burn
- 2013: Orion
- 2013: Cyanide
- 2013: Crime Lab
- 2014: Open Conspiracy
- 2014: Quarantine
- 2014: Amaria
- 2014: Too Big to Fail

### Pozostałe albumy studyjne
- 2011: Illusions (wydany pod szyldem Thomasa Bergersena)
- 2014: Sun (wydany pod szyldem Thomas Bergersen)